# Le Feu de l'Etna
Le Feu de l'Etna est un roman de Henry Castillou publié le 14 septembre 1951 aux éditions Albin Michel et ayant reçu le Grand prix du roman de l'Académie française l'année suivante.

## Éditions
- Le Feu de l'Etna, éditions Albin Michel, 1951  (ISBN 978-2226116079).